# Holzschutzmittel

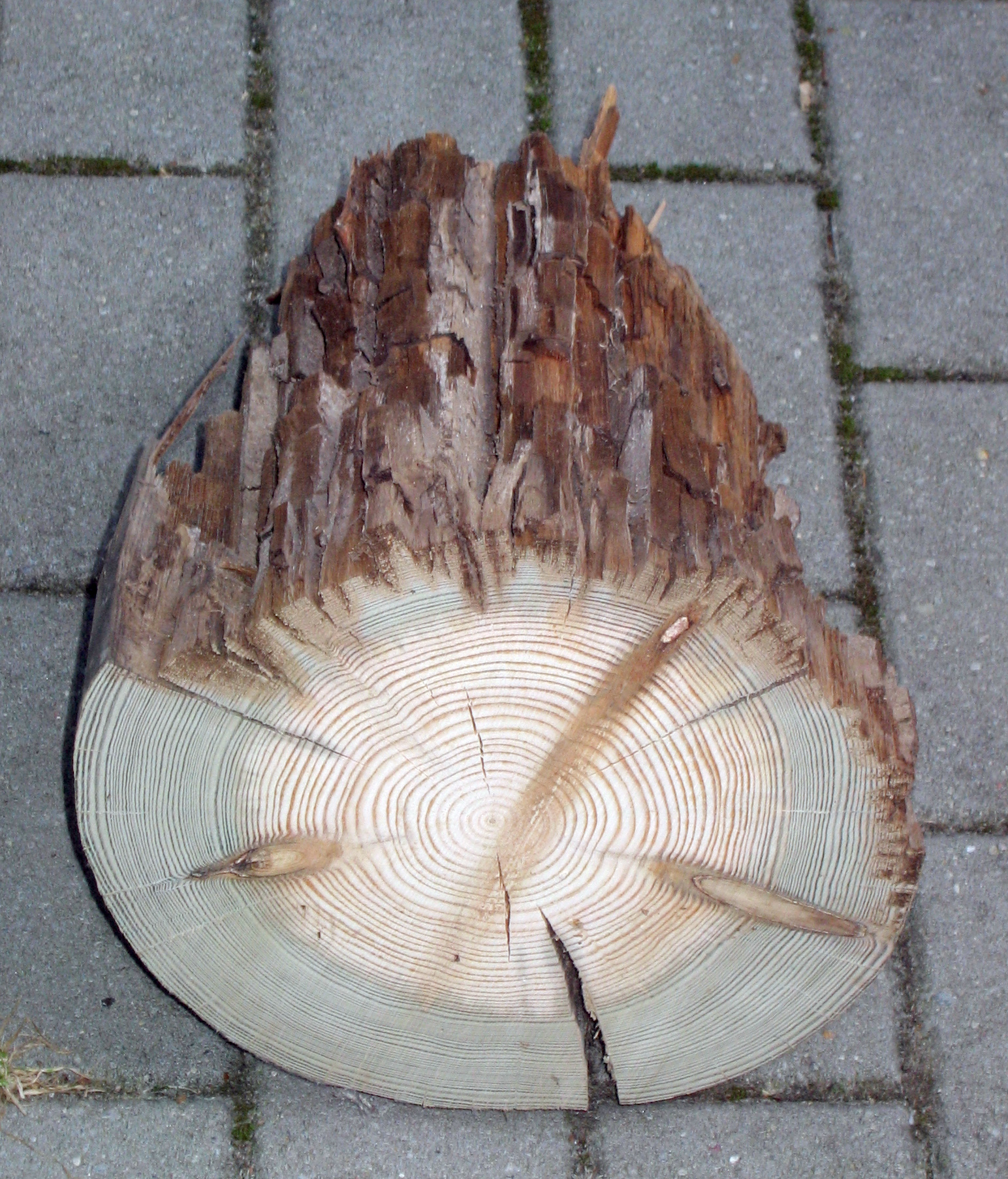
Durch Pilze teilweise zersetzter Telegrafenmast, Querschnitt in Bodennähe.

Holzschutzmittel sind Wirkstoffe oder wirkstoffhaltige Zubereitungen, die dazu bestimmt sind, einen Befall von Holz oder Holzwerkstoffen durch holzzerstörende oder holzverfärbende Organismen zu verhindern oder einen solchen Befall zu bekämpfen. Siehe: Holzschutz
Anstrichstoffe wie Lacke oder Farben, die nicht mit Wirkstoffen gegen holzzerstörende oder -verfärbende Organismen ausgerüstet sind oder ausschließlich Wirkstoffe zum Eigenschutz der Beschichtung enthalten, fallen nicht unter den Begriff „Holzschutzmittel“, obwohl sie durchaus zur schützenden Behandlung von Holz verwendet werden. Ebenfalls werden die Mittel zum Schutz des Holzes vor Vergrauung durch die UV-Strahlung der Sonne, die sogenannten Wetterschutzmittel, und die Mittel zum Schutz der Holzoberfläche vor Flecken, Schmutz und Staub mit gleichzeitig dekorativer Wirkung, die sogenannten Holzveredelungsmittel, nicht den Holzschutzmitteln zugeordnet.
Neben der Verwendung von Holzschutzmitteln kommen auch eine Anzahl anderer Holzschutzverfahren mit vorbeugender oder bekämpfender Wirkung zum Einsatz.
In Deutschland lag der Umsatz 2014 mit Holzschutzmitteln und Lasuren in Streichqualität bei 135 Millionen Euro.
Die europäische Verordnung (EU) Nr. 528/2012 vom 22. Mai 2012 (zuvor Richtlinie 98/8/EG vom 16. Februar 1998) über die Bereitstellung auf dem Markt und die Verwendung von Biozidprodukten definiert Holzschutzmittel als Produkte zum Schutz von Holz, ab dem Einschnitt im Sägewerk, oder Holzerzeugnissen gegen Befall durch holzzerstörende oder die Holzqualität beeinträchtigende Organismen. Diese Produktart umfasst sowohl Präventivprodukte als auch Kurativprodukte.

## Regelungen

### Gesetzliche Regelungen

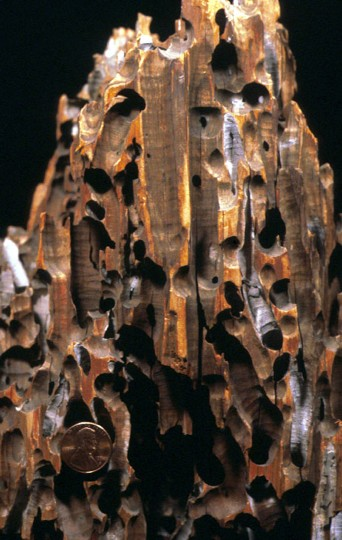
Schadbild des Schiffsbohrwurms

Holzschutzmittel unterliegen als Gemische verschiedener chemischer Stoffe und Verbindungen den geltenden gesetzliche Vorschriften wie dem Chemikalien-, dem Umwelt- und dem Abfallrecht. Insbesondere fallen sie als Biozidprodukte unter den Geltungsbereich der Biozidgesetzgebung. Grundlage dazu bildet die Verordnung (EU) Nr. 528/2012 (Biozid-Verordnung). Sie regelt den Verkauf, die Abgabe (Bereitstellung auf dem Markt) und die Verwendung von Biozidprodukten in ganz Europa. Daher betrifft die Biozid-Verordnung sowohl Händler, Inverkehrbringer als auch Verwender von Biozidprodukten, welches wiederum Bestandteil des Chemikaliengesetzes ist. Holzschutzmittel fallen gemäß der Biozidprodukteverordnung unter die Produktart 8 (Produkte zum Schutz von Holz, ab dem Einschnitt im Sägewerk, oder Holzerzeugnissen gegen Befall durch holzzerstörende oder die Holzqualität beeinträchtigende Organismen, Insekten einbegriffen. Diese Produktart umfasst sowohl Präventivprodukte als auch Kurativprodukte.) Die Biozidgesetzgebung erfordert, dass zunächst der zu verwendende Wirkstoff auf EU-Ebene genehmigt wird, anschließend muss für die Verkehrsfähigkeit von Biozidprodukten eine Zulassung durch eine Zulassungsstelle erfolgen. Voraussetzung dafür ist eine gesundheits- und umweltbezogene Bewertung sowie der Nachweis der Wirksamkeit. Die in Deutschland zugelassenen Holzschutzmittel sind über die Datenbank der Bundesanstalt für Arbeitsschutz und Arbeitsmedizin online abrufbar.

### Regelungen zur Anwendung von Holzschutzmitteln in baulichen Anlagen
In Deutschland definiert die DIN 68 800 Holzschutz die Anwendung von Maßnahmen, die eine Wertminderung oder Zerstörung von Holz und Holzwerkstoffen – besonders durch Pilze, Insekten etc., – verhüten. Weiters müssen Bauherren das BGB und dessen Verkehrssicherungspflicht zum Schutze Dritter beachten. Im Interesse der öffentlichen Sicherheit schreibt der Gesetzgeber einen vorbeugenden Schutz von Hölzern vor, die tragenden bzw. aussteifenden Zwecken dienen. Verstöße werden als Ordnungswidrigkeit verfolgt. Werden im Schadensfall Personen verletzt, kann das unter Umständen strafrechtlich geahndet werden. Besteht ein Bauherr auf der Verwendung unimprägnierter Hölzer, können Architekten und Bauausführer den zivilrechtlichen Schadenersatzanspruch des Bauherrn ausschließen. Dieser ist jedoch nicht Dritten gegenüber wirksam und derartige Klauseln sind öffentlichrechtlich und strafrechtlich ohne Belang. Der Holzschutz kann aber auch durch konstruktive Maßnahmen, etwa dem Einsatz insekten- und/oder fäuleresistenter Holzarten beziehungsweise durch eine möglichst trockene Umgebung (Feuchtegehalt des Vollholzes unter 20 %) erfolgen.

### Bauaufsichtlicher Verwendbarkeitsnachweis
Eines bauaufsichtlichen Verwendbarkeitsnachweises in Form einer allgemeinen bauaufsichtlichen Zulassung nach den Bauordnungen der Bundesländer bedürfen
- Mittel zum vorbeugenden Schutz von Bauprodukten und Bauteilen aus Holz für tragende und/oder aussteifende Zwecke vor holzzerstörenden Pilzen und Insekten,
- Mittel zum vorbeugenden Schutz von Bauprodukten und Bauteilen aus Holzwerkstoffen vor holzzerstörenden Pilzen und Insekten,
- Mittel zur Bekämpfung eines vorhandenen Befalls von Bauteilen aus Holz und Holzwerkstoffen durch holzzerstörende Insekten,
- Mittel zur Verhinderung des Durchwachsens von Mauerwerk durch den Echten Hausschwamm (Schwammsperrmittel).

Die Erteilung der allgemeinen bauaufsichtlichen Zulassung, die in allen Bundesländern gültig ist, erfolgt durch das zuständige Deutsche Institut für Bautechnik (DIBt). Das DIBt gibt jährlich ein Holzschutzmittelverzeichnis heraus, in dem die zugelassenen Holzschutzmittel aufgeführt sind. Die Geltungsdauer der Zulassung ist befristet (maximal 5 Jahre).
Die Erteilung der bauaufsichtlichen Zulassung ist in erster Linie abhängig vom Nachweis darüber, dass das Holzschutzmittel für den vorgesehenen Zweck geeignet und bei bestimmungsgemäßer Verwendung wirksam ist. Des Weiteren wird im Rahmen der Zulassung nicht nur der direkte Umgang mit dem Holzschutzmittel hinsichtlich möglicher Auswirkungen auf Gesundheit und Umwelt bewertet, sondern auch das behandelte Holz während der Gebrauchsphase.
Die Wirksamkeitsprüfung übernimmt z. B. die Bundesanstalt für Materialforschung und -prüfung (BAM).
Entsprechend ihrer Wirksamkeit und ihres späteren Verwendungszwecks (Gebrauchsklasse) erhalten die Mittel folgende Prüfprädikate:
- Iv: gegen Insekten vorbeugend wirksam
- P: gegen Pilze vorbeugend wirksam (Fäulnisschutz)
- W: auch für Holz, das der ständigen Witterung ausgesetzt ist, jedoch nicht im ständigen Erdkontakt und nicht im ständigen Kontakt mit Wasser
- E: auch für Holz, das extremer Beanspruchung ausgesetzt ist (im ständigen Erdkontakt und/oder im ständigen Kontakt mit Wasser sowie bei Schmutzablagerungen in Rissen und Fugen)
- Ib: gegen Insekten bekämpfend wirksam
- M: zur Verhinderung des Durchwachsens von Hausschwamm durch Mauerwerk

Holzschutzmittel mit einer allgemeinen bauaufsichtlichen Zulassung dürfen nur von im Holzschutz erfahrenen Fachleuten bzw. Fachbetrieben angewendet werden.
Keines bauaufsichtlichen Verwendbarkeitsnachweises bedürfen dagegen
- Mittel zum vorbeugenden Schutz von Bauprodukten und Bauteilen aus Holz für nichttragende und nicht aussteifende Zwecke (z. B. für äußere Wand- oder Unterverschalungen, Fenster, Außentüren, Fensterläden),
- Mittel zum vorbeugenden Schutz von Gegenständen, die nicht Teil einer baulichen Anlage im Sinne der Landesbauordnung sind (z. B. Gartenmöbel, Bänke, Obstpfähle),
- Mittel zur Bekämpfung eines Befalls durch holzzerstörende Insekten von Gegenständen, die nicht Teil einer baulichen Anlage im Sinne der Landesbauordnung sind (z. B. alte Möbel),
- Mittel zum vorbeugenden Schutz von Holz im Außenbereich ohne Erdkontakt einschließlich Fenster und Außentüren gegen holzverfärbende Organismen.

Für diese bauaufsichtlich nicht geregelten Holzschutzmittel besteht auf freiwilliger Basis die Möglichkeit ihre Wirksamkeit und ihre Gesundheits- und Umweltauswirkungen amtlich prüfen und bewerten zu lassen, z. B. nach RAL-GZ 830 der Gütegemeinschaft Holzschutzmittel e. V. Alle diese Mittel sind nicht zur Anwendung in Wohn- und Aufenthaltsräumen bestimmt.

### Anwendungshinweise
- L: Leimverträglich (bestimmte Leime)
- K: keine Lochfraßkorrosion Chrom-Nickel-Stahl
- F: Feuerschutzmittel
- S: zum Streichen, Spritzen, Sprühen, Tauchen
- (S): Spritzen, Sprühen, Tauchen in stationären Anlagen
- ST: (S) sowie Streichen in stationären Anlagen
- T: Tauchen, Tränken

### Normen (Auswahl)
- DIN 68800 Holzschutz im Hochbau
  - Teil 1 – Allgemeines (Ausgabe 2011-10)
  - Teil 2 – Vorbeugende bauliche Maßnahmen im Hochbau (Ausgabe 2012-2)
  - Teil 3 – Vorbeugender Schutz von Holz mit Holzschutzmitteln (Ausgabe 2012-2)
  - Teil 4 – Bekämpfungs- und Sanierungsmaßnahmen gegen Holz zerstörende Pilze und Insekten (Ausgabe 2012-2)

## Produkte zum Schutz von Holz

### Holzschutzmittel

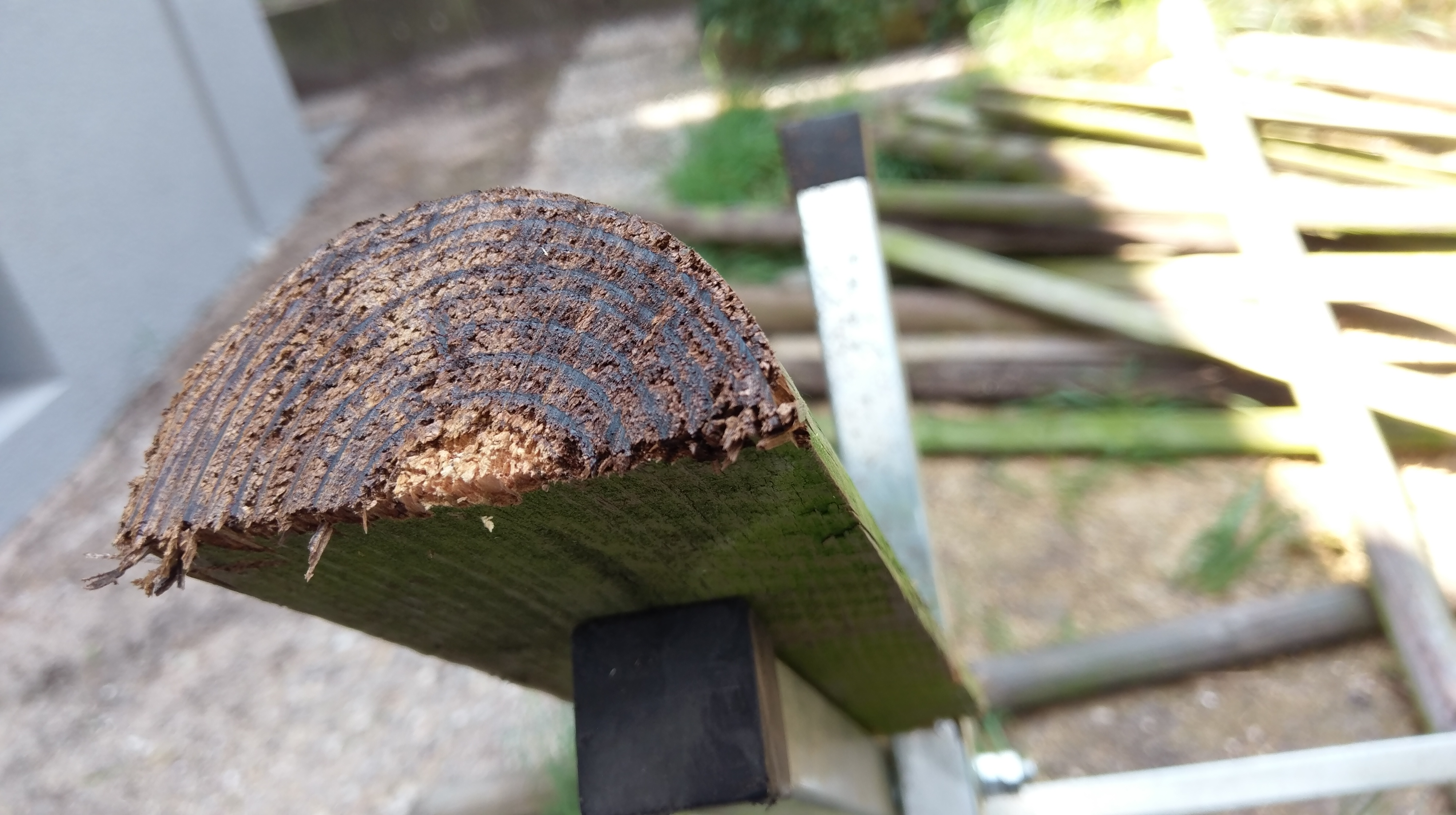
Mit braunem Carbolineum behandeltes Holz. Das Mittel ist fast bis zur Mitte des Pfostens eingedrungen. Erst später wurde er in seine halbrunde Form geschnitten

Holzschutzmittel lassen sich unterscheiden nach ihrer Zusammensetzung, ihrem Anwendungszweck und -verfahren (zum vorbeugenden Schutz oder zur Bekämpfung eines vorhandenen Befalls bzw. Verarbeitung mittels bestimmter Anwendungsverfahren wie Druckverfahren, Trogtränkung, Streichen), ihrer Wirksamkeit (fungizid, insektizid, bläuewidrig) oder nach Handelsformen (wässrige gebrauchsfertige Mittel, wasserverdünnbare Salzkonzentrate oder Emulsionen, lösemittelhaltige gebrauchsfertige Mittel). Eine Sonderstellung nehmen Präparate auf Basis von Steinkohlenteeröl (Carbolineum) ein, die nur mittels spezieller Verfahren und ausschließlich in festgelegten Anwendungsbereichen (wie Leitungsmasten, Eisenbahnschwellen, Reb- und Obstpfähle) eingesetzt werden dürfen.
Das Holzschutzmittelverzeichnis 2009 nimmt folgende Einteilung für Holzschutzmittel mit allgemeiner bauaufsichtlicher Zulassung vor:
Vorbeugend wirkende Holzschutzmittel:
Wasserlösliche Holzschutzmittel zum vorbeugenden Schutz von Holzbauteilen gegen holzzerstörende Pilze und Insekten (Hauptbestandteile bzw. Wirkstoffe):
- Bor-Salze (anorganische Borverbindungen)
- CK-Salze (anorganische Chrom-Kupferverbindungen)
- CKB-Salze (anorganische Chrom-, Kupfer- und Borverbindungen)
- CKF- und CKFZ-Salze (anorganische Chrom-, Kupfer- und Fluorverbindungen wie Zinkhexafluorosilicat und Kupferhexafluorosilicat)
- Chromfreie Kupferpräparate (Kupferverbindungen, Cu-HDO oder quartäre Ammoniumverbindungen, z. Tl. unter Zusatz von Triazol-Derivaten und/oder Borverbindungen)
- Quat-Präparate (quartäre Ammoniumverbindungen)
- Quat-Bor-Präparate (quartäre Ammonium-Borverbindungen)
- Sammelgruppe (Präparate, die in ihrer Zusammensetzung von den vorgenannten Wirkstoffkombinationen abweichen bzw. deren Wirksamkeit auf anderen Stoffen beruht)

Lösemittelhaltige Holzschutzmittel zum vorbeugenden Schutz von Holzbauteilen gegen holzzerstörende Pilze und Insekten:
- Holzschutzmittel in organischen Lösemitteln (organische Fungizide und Insektizide in organischen Lösemitteln, unterschiedlich hoher Gehalt an Bindemitteln)

Holzschutzmittel zum vorbeugenden Schutz von Holzbauteilen gegen holzzerstörende Insekten – ohne Wirksamkeit gegen holzzerstörende Pilze:
- Wasserverdünnbare Holzschutzmittel – ohne Wirksamkeit gegen Pilze (organische Insektizide in wässriger Emulsion)

Holzschutzmittel ausschließlich zum vorbeugenden Schutz von Holzwerkstoffen gegen holzzerstörende Pilze – ohne Wirksamkeit gegen holzzerstörende Insekten:
- Sonderpräparate für Holzwerkstoffe (anorganische Bor-Verbindungen, Kalium-HDO)

Bekämpfend wirkende Holzschutzmittel:
Holzschutzmittel mit bekämpfender Wirksamkeit gegen holzzerstörende Insekten:
- Bekämpfungsmittel (anwendungsfertige lösemittelhaltige Präparate, wasserlösliche Salzkonzentrate sowie wasserverdünnbare Emulsionskonzentrate)

Mittel zur Verwendung des Durchwachsens von Hausschwamm durch Mauerwerk:
- Schwammsperrmittel (Borverbindungen, Quat- und Quat-Bor-Verbindungen)

In Holzschutzmitteln dürfen nur solche Wirkstoffe eingesetzt werden, die entweder gemäß der europäischen Verordnung 528/2012 vom 22. Mai 2012 bewertet sind (Aufnahme in Anhang I) befinden. Nicht mehr zugelassen sind beispielsweise Lindan (HCH), DDT, Pentachlorphenol (PCP) oder Quecksilberverbindungen. Insbesondere DDT und PCP werden aufgrund ihrer niedrigen Dampfdrucke noch Jahrzehnte nach der Behandlung in den Hölzern gefunden. Auch heute stellen diese nicht mehr zulässigen Holzschutzmittel in Gebäuden im Bestand öfter anzutreffende Gebäudeschadstoffe dar und führen nicht selten zu aufwendigen Schadstoffsanierungen.

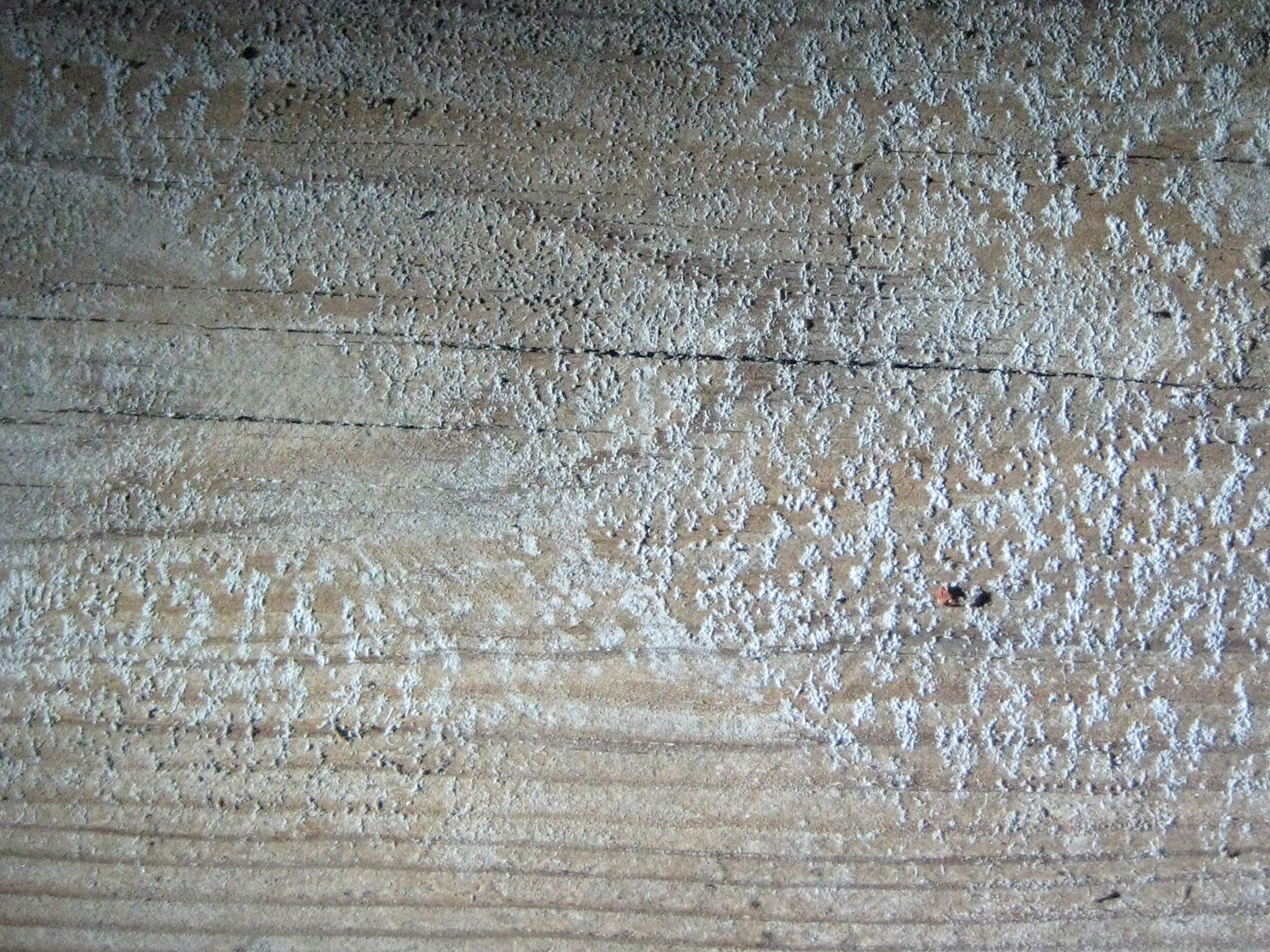
DDT in kristalliner Form in der Dachkonstruktion einer Kirche in Ostdeutschland

### Produkte mit physikalischer Schutzwirkung, ohne Zusatz von Wirkstoffen
Eine breite Palette unterschiedlicher Produkte haben das Ziel, eine Feuchteanreicherung im Holz zu verhindern und die Holzoberfläche vor mechanischen (Wind, Schlagregen, Schmutz) und physikalischen Einwirkungen (UV-Strahlung der Sonne) zu schützen. Diese zählen nicht zu den Holzschutzmitteln im engeren Sinne, da sie keine Wirkstoffe enthalten, die sich unmittelbar gegen Holzschädlinge richten. Zum Einsatz kommen Imprägnierungen als Hydrophobierungsmittel und Mittel zur Oberflächenbehandlung des Holzes (häufig in unterschiedlichen Farbtönen).
Teilweise werden diese Mittel als „biologische Holzschutzmittel“ angeboten.
Dieser Begriff ist nicht näher definiert oder geschützt. Nach Angaben ihrer Hersteller kommen diese Mittel ohne künstliche Biozide (Insektizide und Fungizide) aus.
Die Wirksamkeit dieser Mittel ist auf eine vorbeugende Wirkung beschränkt. Nach Herstelleraussagen wirken diese Produkte, indem sie die holzspezifischen, geruchsintensiven Aerosole überdecken, so dass diese von holzschädigenden Insekten nicht mehr wahrgenommen werden.
Andere Mittel füllen die Poren und modifizieren die Holzoberfläche, so dass ein holzschädigendes Insekt die mit einem solchen Mittel behandelten Flächen nicht als Holz erkennen kann. Eine nachhaltige Verhinderung der Eiablage kann allerdings dann nur durch eine lückenlose Behandlung aller anfliegbaren Holzoberflächen gelingen (das gilt auch bei einer Behandlung mit Holzschutzmitteln). Bisher wurde für keines dieser Präparate eine allgemeine bauaufsichtliche Zulassung durch das DIBt erteilt, da die Wirksamkeit der Mittel nicht belegt ist.

#### Lasuren und Lacke
Lasuren und Lacke sind filmbildend. Sie bleiben somit überwiegend an der Oberfläche und ziehen nicht ins Holz ein. Lasuren lassen in der Regel die Holzoberfläche durchscheinen. Dickschichtlasuren erreichen dabei Auftragsstärken wie Lacke.
Man verwendet Dünnschichtlasuren hauptsächlich für nicht maßhaltige Bauteile wie Verkleidungen, Zäune oder Pergolen. Sie verzögern, dass das Holz ein Feuchtegleichgewicht mit der Umgebung eingeht, aber verhindern es nicht. Der dünne Lasurfilm ist diffusionsoffen, das bedeutet, wasserdampfdurchlässig.
Dickschichtlasuren werden in der Regel für maßhaltige Bauteile wie Fenster und Türen eingesetzt. Sie reduzieren die Feuchteaufnahme des Holzes und verhindern dadurch weitgehend das Quellen oder Schwinden des Holzes.
Lacke und Lasuren als Wetterschutzmittel werden sowohl auf Lösemittelbasis (das heißt, mit organischen Lösungsmitteln) als auch auf Wasserbasis formuliert.
Der Schutz vor Lignin abbauender Ultraviolettstrahlung wird durch zugegebene Pigmente oder durch spezielle UV-Filter erreicht.
Wetterschutzmitteln werden häufig Film- oder Topfkonservierer zugesetzt, um insbesondere bei wasserbasierten Mitteln einen Pilzbefall des Anstrichfilms oder des unverarbeiteten Mittels selbst zu verhindern. Für Wetterschutzmittel, die als Oberflächenbehandlungsmittel das Umweltzeichen: Umweltzeichen, weil schadstoffarm nach RAL-UZ 12a tragen, hat das Umweltbundesamt ökotoxikologische Kriterien und Obergrenzen für den Gehalt an Topf- und Filmkonservierern festgelegt. Anders als die Holzschutzmittel werden diese Mittel allerdings keiner ökotoxikologischen Bewertung durch das Umweltbundesamt unterzogen.

#### Öle und Wachse
Öle oder Wachse schützen die Holzoberfläche in erster Linie vor physikalischen Beeinträchtigungen, so vor der Aufnahme von Feuchtigkeit, vor Flecken und im Fall von Hartölen vor Kratzern. Da die Poren verschlossen werden, lässt sich die Oberfläche besser reinigen. Pigmentierte oder speziell ausgerüstete Öle schützen auch vor Ultraviolett.
Bei Wachsen ist der Schutz nur oberflächlich. Da sie leicht abwittern und von Feuchtigkeit unterwandert werden, eignen sie sich nur zum Einsatz im Innenbereich, wo sie der Feuchtigkeit nicht häufig und über längere Zeiträume ausgesetzt sind.

#### Verkieselung und Silylierungen
Wasserglas wird seit dem 19. Jahrhundert als Brandschutzmittel eingesetzt und hat zugleich gewisse holzkonservierende Funktionen.
Nach dem Auftrag kann es über Jahre dauern, bis der Anstrich vollständig abgebunden (verkieselt) ist. Im bewitterten Außenbereich würde das Wasserglas darum wieder aus dem Holz ausgewaschen.
Wasserglas zieht recht tief ins Holz ein. Da es sich um eine wässrige Lösung handelt, kann es zum vorübergehenden Aufquellen des Holzes führen.
Die meisten Holzsorten dunkeln durch den Auftrag von Wasserglas ein wenig ab. Junges Eichenholz nimmt die Farbe von altem an. Helle Hölzer wie Esche und Weißbuche eignen sich gut zur Behandlung.
Kali- und Lithiumwasserglas sind beständiger als Natronwasserglas.
Nach 1942 wurden viele Dachstühle als Luftschutzmaßnahme mit Wasserglas getränkt, um sie vor dem Feuer zu schützen. Diese Behandlung hinterließ häufig einen weißlichen Belag und das Holz blieb auch weitgehend von Insektenbefall verschont.
Neben Wasserglas werden auch andere Siliziumverbindungen wie Kieselsole und Alkyl- und Alkoxy-Silkane zur Verkieselung bzw. Silylierung eingesetzt.
Alle diese Verfahren führen zu einer Gewichtszunahme von 20 bis 50 %, je nachdem ob das Holz oberflächlich getränkt oder durch Druckimprägnierung behandelt wurde. Sie werden auch zu den Verfahren der Holzmodifikation gezählt.

## Der Frankfurter Holzschutzmittel-Prozess 1991 bis 1993
Im sogenannten Frankfurter Holzschutzmittel-Prozess verurteilte die Große Strafkammer des Landgerichts Frankfurt die beiden Geschäftsführer des Holzschutzmittel-Produzenten Desowag (Tochterfirma der Bayer AG) wegen fahrlässiger Körperverletzung und Freisetzung von Giften zu jeweils einem Jahr auf Bewährung sowie zu 120.000 DM Geldstrafe. Es ging um Holzschutzmittel, die die Wirkstoffe Pentachlorphenol (PCP) mit Verunreinigungen von Dioxin und Lindan enthalten hatten und bis Anfang der achtziger Jahre millionenfach auf Holzbauteile wie Dachstühle und Wandtäfelungen aufgebracht worden waren. Man wusste in der Firma um die Gefahren der Bestandteile, vermied es aber, die Mittel vom Markt zu nehmen – man hatte schließlich eine Genehmigung durch das Bundesgesundheitsamt, die noch vier Jahre gültig war. Die enthaltenen, jedoch nicht deklarierten chlororganischen Stoffe sind sehr giftig, fruchtschädigend, krebserregend und persistent. Sie waren auch damals nicht für den Innenbereich zugelassen und Anwender erlitten gesundheitliche Beeinträchtigungen. Der Bundesgerichtshof hob das Urteil des Landgerichts wegen zweier Formfehler auf und verwies es zurück zum Landgericht. Das Landgericht nahm keine neuen Sachverhalte an und schloss das Verfahren ohne Entschädigung für die Opfer. Der damalige Ankläger, Staatsanwalt Erich Schöndorf, sagte später, dass er seinerzeit stark unter Druck gesetzt worden sei, damit er das Verfahren einstelle.